# کانون نویسندگان اسپرانتوزبان
کانون نویسندگان اسپرانتوزبان (به اسپرانتو: Esperantlingva Verkista Asocio)، که نام مخفف آن اِوا (به اسپرانتو: EVA) است، در سال ۱۹۸۳ تأسیس گردید، و نهادی اسپرانتوزبان است که مؤلفین اسپرانتیست یا اسپرانتودان از هر کشور و ملیتی که باشند، می‌توانند به عضویت آن درآیند. هدف اصلی این کانون «ترغیب و ارتقای تألیفات به زبان اسپرانتو و به‌رسمیت شناساندن بیشتر ادبیات اسپرانتو در دنیای خارج از جنبش اسپرانتو» است.
نخستین پرزیدنت این نهاد معروف در دنیای اسپرانتو (که همه‌گیرترین زبان فراساخته‌ی جهان است)، تیبور سِکِلی (Tibor Sekelj)، مؤلف و جهان‌گرد معروف بود.
کانون نویسندگان اسپرانتوزبان از سال ۱۹۸۴ هم‌کاری خود را با سازمان جهانی اسپرانتو آغاز کرد. پیروی نشست سالانهٔ سال ۱۹۹۸ این کانون، ویلیام الد به‌عنوان نامزد دریافت جایزهٔ ادبی نوبل در سال ۱۹۹۹ معرفی گردید. اصل نامه‌ای که به این منظور تهیه شده بود، هم‌چنین به امضای نمایندگان کانون پِن اسپرانتو (به اسپرانتو: Esperanta Pen-Centro) و موزهٔ بین‌المللی اسپرانتو (که در شهر وین اتریش قرار دارد)، رسیده بود. الد سال‌ها نامزد دریافت این جایزه بود. پس از فوت او، بالدور راگنارسون توسط این کانون در سال ۲۰۰۷ نامزد دریافت جایزهٔ نوبل گردید.
در روز ۲۴ ژوئیه سال ۲۰۰۸ در رتردام هلند آکادمی ادبی اسپرانتو (به اسپرانتو: Akademio Literatura de Esperanto) متولد شد که ادامه‌دهندهٔ کار اِوا است.